# Бамбле
Бамбле (норв. Bamble) — коммуна в губернии Телемарк в Норвегии. Административный центр коммуны — город Лангесунн. Официальный язык коммуны — нейтральный. Население коммуны на 2007 год составляло 14 109 чел. Площадь коммуны Бамбле — 303,75 км², код-идентификатор — 0814.

## История населения коммуны
Население коммуны за последние 60 лет.